# Караччоло, Кармине Николао
Кармине Никалао Караччоло, 5-й принц де Санта-Буоно, гранд Испании (исп. Carmine Nicolao Caracciolo, 5° Príncipe de Santo Buono, grande de España; 5 июля 1671, Буккьянико, Италия — 26 июля 1726, Мадрид, Испания) — итальянец, состоявший на службе у испанской короны, занимал пост вице-короля Перу с 1716 по 1720 годы.
В различных источниках его имя пишется по-разному: Carmine Nicola Caracciolo, Carmine Niccolo Caracciolo, Carmine Nicolás Caracciolo и Carmino Nicolás Caracciolo.

## Биография
Кармине Караччоло родился в Неаполе в древней благородной семье. В 1702 году он был послом Неаполя в Риме и Венеции. В 1707 году был изгнан из Неаполя австрийцами из-за поддержки им Бурбонов. Вся его собственность была конфискована. Переехал в Испанию.
В 1713 году был назначен на пост вице-короля Перу, но свой пост занял лишь в 1716 году, поскольку совершал долгое путешествие в Америку.
Основной проблемой того времени испанские власти считали коррупцию и контрабанду, которая сильно подрывала экономику региона. С этими проблемами и был призван бороться Караччоло, но не слишком преуспел в этом. Контрабанда в Перу поддерживалась другими государствами, в частности Францией, которой было чрезвычайно выгодно вывозить дешёвое серебро из Америки.
Из-за злоупотреблений, допускаемых сборщиками налогов, Караччоло просил короля отметить налоги, но получил отказ.
В его правление, в 1717 году, испанские власти решили создать вице-королевство Новая Гранада, отделив от Перу значительные территории, но в 1724 году оно было упразднено (в 1734 году Новая Гранада вновь была воссоздана испанскими властями).
При Караччоло наводнившие Перу миссионеры активно обращали коренное население Перу в католическую веру, совершив также в малодоступные горные районы Перу несколько экспедиций.
Во время его правления сильная эпидемия привела к гибели около 60000 коренных жителей Перу.
Никаких особых заслуг на посту вице-короля Караччоло не имел и вскоре был заменён на священника Диего Морсильо.